# Katja Poschmann
Katja Poschmann (* März 1980 in Rathenow, Bezirk Potsdam, DDR) ist eine deutsche Politikerin (SPD). Sie ist seit 2019 Mitglied im Landtag Brandenburg.

## Leben
Katja Poschmann studierte nach dem Abitur 1999 zunächst ohne Abschluss an der Berliner Humboldt-Universität. Sie absolvierte dann eine duale Ausbildung zur Bürokauffrau im Familienbetrieb und ein duales Studium zur Dipl.-Betriebswirtin beim Ausbildungsverbund Teltow e.V. Nach selbstständiger Tätigkeit war sie anschließend einige Jahre erneut bei Poschmann Design GmbH tätig. Seit 2016 ist sie in der Wirtschaftsförderung des Landkreises Havelland beschäftigt.

## Politik
Über eine Elterninitiative gegen Kitagebühren kam sie 2015 in die Politik. Mit Anja Neumann gründete sie die Initiative „Eltern für Rathenow“. Aus dem Engagement entstand eine landesweite Petition für beitragsfreie Kinderbetreuung, die am 1. Juni 2016 beim Landtag Brandenburg eingereicht wurde. Auf diese Initiative hin beschloss der Landtag 2017 ein erstes beitragsfreies Kindergartenjahr. Seit August 2018 ist das Vorschuljahr beitragsfrei.
Kommunalpolitik
2019 wurde Katja Poschmann in die Stadtverordnetenversammlung von Premnitz gewählt. Hier war sie von 2019 bis 2024 Vorsitzende der Stadtverordnetenversammlung und Mitglied im Ausschuss für Soziales und Finanzen. Bei den Kommunalwahlen 2024 ist sie wieder in die Stadtverordnetenversammlung gewählt worden. Sie hat ebenfalls bei der Wahl zum Kreistag Havelland ein Mandat errungen.
Landtag Brandenburg
Bei der Landtagswahl in Brandenburg 2019 zog Poschmann über das Direktmandat im Landtagswahlkreis Ostprignitz-Ruppin III/Havelland III in den Landtag ein. Sie ist stellvertretende Vorsitzende der SPD-Fraktion. Sie ist Mitglied im Ausschuss für Bildung, Jugend und Sport sowie im Ausschuss für Wissenschaft, Forschung und Kultur.
Bei der Landtagswahl 2024 verlor sie das Direktmandat im Wahlkreis Ostprignitz-Ruppin III/Havelland III an Kai Berger (AfD), zog jedoch über die Landesliste in den Landtag ein.